# Bataille de Jiksan
Guerre imjin
La bataille de Jiksan (직산 전투, 稷山之戰) du 7 septembre 1597 est une des batailles de la guerre Imjin, livrée par les forces Ming contre les envahisseurs japonais.
La bataille représente le tournant de la guerre sur terre de la seconde guerre Imjin, alors que les Japonais ont envahi la plus grande partie du sud de la Corée, invasion couronnée par le siège de Namwon. Enhardis par leur succès, ils se sont déplacés vers la capitale Séoul.
Bien que les sources coréennes et chinoises indiquent que les Japonais sont emmenés par Katō Kiyomasa, ils sont en fait commandés par Kuroda Nagamasa sous les ordres de Mōri Hidemoto.

## La bataille
Selon la version combinée des événements indiqués dans les Annales de Seonjo et le Kuroda Kafu
Les forces Ming reçoivent l'ordre de défendre la région de Séoul sous le commandement de l'administrateur Yang Hao. Le commandant Ma Gui ordonne à quatre de ses généraux, Xie Sheng, Nui Boying, Yang Dengshan et Po Gui, de diriger un groupe d'élite de cavalerie et décide de préparer la bataille autour de la zone de Jiksan.
Pendant ce temps, alors que les forces commandées par Kuroda Nagamasa constituent le fer de lance des Japonais vers le nord, un petit groupe d'avant-garde est envoyé à l'avant de leur armée, tandis que le gros des troupes emmenées par Mōri Hidemoto marche derrière eux avec un jour de délai.
Les éclaireurs japonais repèrent les forces Ming; tandis que dans un premier temps les forces Ming forces pensent qu'il s'agit d'insurgés coréens, les éclaireurs japonais calculent qu'en se retirant maintenant, ils abandonneront aux forces Ming les positions clés autour de la zone, ils décident donc d'ouvrir le feu tout en avertissant les forces principales de Kuroda.
Les forces Ming lancent une charge sur les forces japonaises et sont en mesure de repousser la relativement petite troupe d'éclaireurs sans trop de difficulté. Kuroda Nagamasa commande à un de ses généraux, Goto Mototsugu, de soulager le groupe d'éclaireurs. Les principales forces de Kuroda atteignent la zone environ au coucher du soleil et les deux parties se préparent pour un affrontement le lendemain.
Mais pendant la nuit, Les Ming reçoivent un renfort de 2 000 cavaliers commandés par Bai Sai. Le jour suivant, les deux parties s'affrontent de nouveau. Selon les sources Ming, il apparaît que les cavaliers sont en mesure de déborder les forces japonaises grâce à leur mobilité supérieure et finalement contraignent les Japonais à se retirer bien que les forces Ming ne leur donnent pas la chasse.
Les forces japonaises commandées par Kuroda Nagamasa reculent et se retrouvent avec la force principale dirigé par Mōri Hidemoto. En voyant la grande foule approcher de la zone, les forces Ming se retirent de nouveau plus en arrière vers Séoul. L'armée japonaise entre dans la zone de Jiksan mais est incapable de pousser plus loin et peu de temps après décide d'abandonner la campagne et de se retirer vers le sud.

## Conséquences
Cette bataille marque la ligne des hautes eaux de l'armée japonaise dans la deuxième invasion, car Jiksan est l'endroit le plus éloigné où ils sont allés et leur seule chance réelle de menacer Séoul. Peu de temps après cette bataille, les derniers exploits de Yi Sun-sin dans la bataille de Myong-Yang tourne de nouveau la marée contre les Japonais qui restent dès lors sur la défensive pendant le reste de la guerre.

## Source de la traduction
- (en) Cet article est partiellement ou en totalité issu de l’article de Wikipédia en anglais intitulé « Battle of Jiksan » (voir la liste des auteurs).